# 犀浜村
犀浜村（さいはまむら）は、かつて新潟県中頸城郡にあった村。

## 地理
北西側は日本海に面する。

## 沿革
- 1889年（明治22年）4月1日 - 町村制施行に伴い中頸城郡犀ケ池新田、直海浜村、三ツ屋浜村、上下浜村、上下浜新田、坂田新田、上下浜雁子浜九戸浜立会が合併し、犀浜村が発足。
- 1901年（明治34年）11月1日 - 中頸城郡柿崎村、下黒川村（一部、大字馬正面）と合併し、柿崎村を新設して消滅。